# 斯文二世

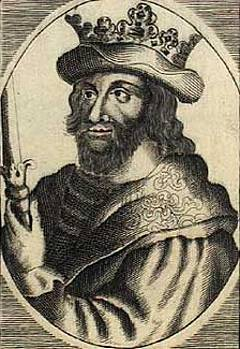
斯文二世

斯文二世·埃斯特里德森（Sweyn II，約1019年—1076年4月28日）是1047年到1076年的丹麥國王。斯文二世的父亲是Ulf Thorgilssen，所以他应为Svend Ulfsen，但他的母亲埃斯特里德·斯文德斯多塔是英格蘭、丹麦及挪威国王克努特大帝同父異母的妹妹，所以他选择了Estridsen作為姓氏。
斯文二世先後結緍3次，至少有20个孩子或者更多，其中5個後來陸續當了丹麥國王，包括哈拉爾三世、克努特四世、奧拉夫一世、埃里克一世及非婚生的尼爾斯。

## 生平
斯文在哈德克努特（克努特大帝之子）擔任丹麥國王時被封為貴族，並加入丹麥與挪威的戰爭，但他們被挪威国王馬格努斯一世的軍隊擊敗。當哈德克努特在1042年逝世時，馬格努斯宣佈兼領丹麥王位，並封斯文作為日德蘭半島的貴族。
自1043年起，斯文開始與馬格努斯對抗，但被打败，并且逃跑到瑞典。斯文和馬格努斯之间的战争持续到1045年，直到馬格努斯被流放的叔叔哈拉德·哈德拉達回到挪威。哈拉德和斯文兩股勢力合流，迫使馬格努斯宣佈與哈拉德分享挪威王位。1047年馬格努斯死亡，在他临终时说：他的王国將被划分，哈拉德得到挪威王位，而斯文是丹麦国王。
哈拉德不情愿丹麦被斯文二世拥有，开始攻击斯文二世，战争一直持续到1064年，哈拉德才停止了对丹麦的攻击。在哈拉德之后被哈罗德·葛温森打败并且在斯坦福德桥战斗中被杀死，斯文二世将他的注意力转到了他的舅舅克努特大帝曾经统治的英格兰。
他与盎格鲁-撒克逊人的皇室后裔贵族埃德加一起，于1069年攻击英格兰的征服者威廉。 然而，在占领了约克以后，斯文二世从威廉那里接受了报酬后抛弃埃德加，埃德加被流放到苏格兰。

## 逸事
斯文二世通常被认为是丹麦的最后一位海盗国王。从他的骨骼上显示出他是一高大，强壮有力的人，但有一些拐腿。斯文二世与教会合作建造了一个坚固的皇家教堂。他完成了丹麦的主教管区的划分，并与教皇通讯。斯文二世已经能读和写，我们当前大部分关于丹麦第9与第10世纪的知识的来源，是1070年历史学家不來梅的亞當讲述的。
| 斯文二世埃斯特里德森王朝出生于：1019年逝世於：1076年4月28日 | 斯文二世埃斯特里德森王朝出生于：1019年逝世於：1076年4月28日 | 斯文二世埃斯特里德森王朝出生于：1019年逝世於：1076年4月28日 |
| 統治者頭銜                                                  | 統治者頭銜                                                  | 統治者頭銜                                                  |
| ----------------------------------------------------------- | ----------------------------------------------------------- | ----------------------------------------------------------- |
| 前任： 馬格努斯一世                                         | 丹麥國王 1047年－1076年                                     | 繼任： 哈拉爾三世                                           |